# アローディア・ゴセンフィアオ
アローディア・ゴセンフィアオ（Alodia Gosiengfiao）は、フィリピンのコスプレイヤー、モデル、女優、歌手である。TWIN PLANET ENTERTAINMENT所属。
日本では、音楽グループSuper Dollsの一員としても活動している。また、2013年の楽曲「Kawaii Girl」ではでんぱ組.incとてんちむとコラボレーションをおこなった。

## フィルモグラフィー

### 映画
- Tween Academy: Class of 2012（2011年）
- The Reunion（2012年）
- Kimmy Dora and the Temple of Kiyeme（2012年）
- クロスロード (2015年の映画)（2015年）アンジェラ役

### テレビ
- Regal Shocker（2012年）